# Homoseryna
Homoseryna, (Hse) – organiczny związek chemiczny z grupy aminokwasów niebiałkowych, bezpośredni metabolit przemiany seryny. Produkt naturalny występuje w konfiguracji L.
Homoseryna jest związkiem pośrednim podczas biosyntezy trzech aminokwasów egzogennych: metioniny, izoleucyny i treoniny (izomeru homoseryny). Powstaje w wyniku dwuetapowej redukcji grupy karboksylowej łańcucha bocznego kwasu asparaginowego.

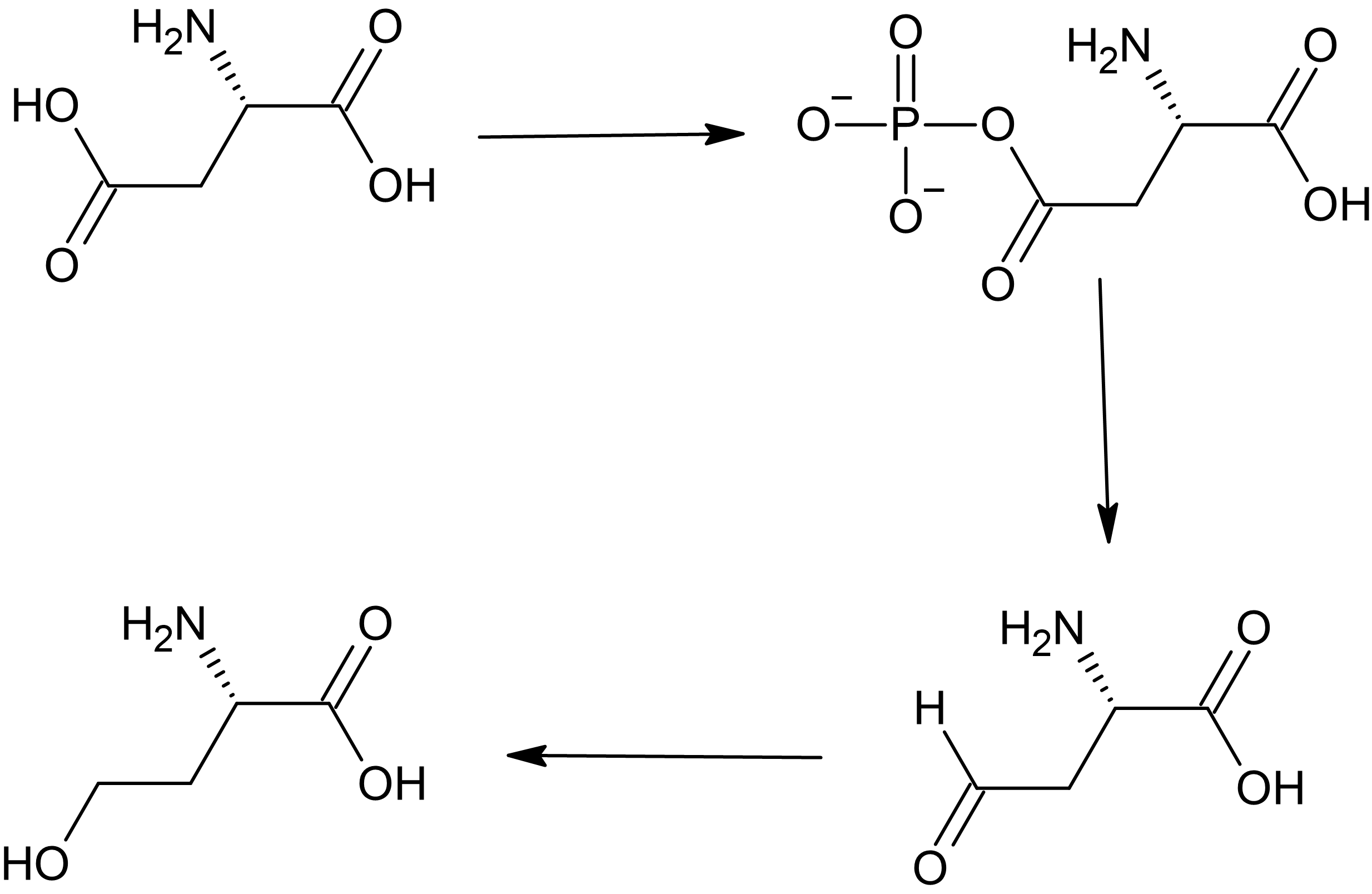
Etapy biochemicznej redukcji kwasu L-asparaginowego do L-homoseryny